# Rajd Korsyki 1970
Rajd Korsyki 1970 (15. Tour de Corse) – 15 edycja rajdu samochodowego Rajdu Korsyki rozgrywanego we Francji. Rozgrywany był od 7 do 8 listopada 1971 roku. Była to dwudziesta pierwsza runda Rajdowych Mistrzostw Europy w roku 1970 oraz kolejna runda Rajdowych Mistrzostw Francji.

## Klasyfikacja rajdu
| Miejsce                      | Kierowca                     | Pilot                        | Samochód                     | Czas                         | Strata                       |                              |
| Klasyfikacja generalna i ERC | Klasyfikacja generalna i ERC | Klasyfikacja generalna i ERC | Klasyfikacja generalna i ERC | Klasyfikacja generalna i ERC | Klasyfikacja generalna i ERC | Klasyfikacja generalna i ERC |
| ---------------------------- | ---------------------------- | ---------------------------- | ---------------------------- | ---------------------------- | ---------------------------- | ---------------------------- |
| 1.                           | Bernard Darniche             | Bernard Demange              | Alpine-Renault A110 1600S    | 4:19:08.7                    | 0.0                          |                              |
| 2.                           | Jean-Claude Andruet          | Michel Vial                  | Alpine-Renault A110 1600S    | 4:23:03.2                    | +3:54.5                      |                              |
| 3.                           | Jean-Pierre Manzagol         | Jean-Pierre Oliva            | Alpine-Renault A110 1600S    | 4:31:22.6                    | +12:13.9                     |                              |
| 4.                           | Guy Chasseuil                | Christian Baron              | Porsche 911 ST 2.3           | 4:36:28.1                    | +17:19.4                     |                              |
| 5.                           | Jean Vinatier                | Francis Murac                | Alpine-Renault A110 1800     | 4:37:17.9                    | +18:09.2                     |                              |
| 6.                           | Jean-François Piot           | Jim Porter                   | Ford Escort Twin Cam         | 4:48:09.8                    | +29:01.1                     |                              |
| 7.                           | Jean-Marie Jacquemin         | Christine Rouff              | Alpine-Renault A110 1600     | 4:56:54.8                    | +37:46.1                     |                              |
| 8.                           | Claude Henry                 | Jean-Paul Laporte            | Opel Kadett Rallye           | 5:10:17.6                    | +51:08.9                     |                              |
| 9.                           | Pierre Maublanc              | Jean-Claude Peyrusson        | BMW 2002 Ti                  | 5:19:10.5                    | +1:00:01.8                   |                              |
| 10.                          | Claude Ballot-Léna           | Jean-Claude Morenas          | Porsche 911 S                | 5:28:00.7                    | +1:08:52.0                   |                              |